# Єфименко Віктор Георгійович
Віктор Георгійович Єфи́менко (10 лютого 1933, Херсон — 12 липня 1994, Одеса) — український графік і педагог; член Спілки радянських художників України з 1971 року.

## Біографія
Народився 10 лютого 1933 року в місті Херсоні (нині Україна). 1955 року закінчив Одеський інженерно-будівельний інститут; протягом 1960—1966 років навчався у Львівському поліграфічному інституті.
Протягом 1966—1994 років викладав рисунок, друк і графіку в Одеському педагогічному інституті. Серед учнів: Арутюнян Олена Євгенівна, Бахтова Тетяна Олександрівна, Ворохта Микола Іванович, Ворохта Алла Іванівна, Чербаджи Дмитро Панасович, Гуралевич Іван Васильович, Данишевська Людмила Михайлівна, Денисов Володимир Данилович, Жижин Дмитро Юрійович, Житарюк Анатолій Миколайович, Левляс Тетяна Василівна, Львов Сергій Сергійович, Орєшников Дмитро Річардович, Покиданець-Мазурок Ірина Іванівна, Пороник Едуард Геннадійович, Слободський Віталій Васильович, Щерба Микола Антонович. Помер в Одесі 12 липня 1994 року.

## Творчість
Працював у галузях книжкової і станкової графіки. Проілюстував книги для видавництв «Каменяр», «Маяк»:
- «Народні пісні в записах Івана Франка» (1966 та 1967);
- «Вітряк» Петра Осадчука (1969);
- «Шхуна „Зоря“» Юрія Усиченка (1969);
- «Полиновий трунок» Леоніда Пастушенка (1970);
- «Палаючий берег» Григорія Карєва (1970);
- «Біліє вітрило самотнє» Валентина Катаєва (1975).

Автор ліногравюр за мотивами творів:
- «Тіні забутих предків» Михайла Коцюбинського (1966);
- «Вершники» Юрія Яновського (1967—1970);
- «Лісова пісня» Лесі Українки (1970—1971);
- «Повість временних літ» (1968—1971);
- «Спогади про Кижі» (1970);
- «Танець» (1971);
- «Слово о полку Ігоревім» (1974—1985);
- «Майстер і Маргарита» Михайла Булгакова (1986—1994).

Створив серію акварелей «Російська Північ» (1965—1969).
Роботи зберігаються в Одеському літературному музеї, Харківському художньому музеї.